# Maximiliano Gauna
Maximiliano Gauna (ur. 29 kwietnia 1989 w Tres Isletas) – argentyński siatkarz, grający na pozycji środkowego. Od sezonu 2020/2021 występuje we francuskiej Ligue A, w drużynie Arago de Sète.

## Sukcesy klubowe
Puchar Master:
- 2018
- 2011

Mistrzostwo Argentyny:
- 2017
- 2012, 2018
- 2014

Puchar Niemiec:
- 2015[1]

Mistrzostwo Niemiec:
- 2015[2]
- 2016

Klubowe Mistrzostwa Ameryki Południowej:
- 2017, 2020

Puchar ACLAV:
- 2019

## Sukcesy reprezentacyjne
Igrzyska Panamerykańskie:
- 2015[3]
- 2011

Puchar Panamerykański:
- 2012
- 2014